# Gustav Simon
Gustav Johannes Simon (Malstatt-Burbach, 2 augustus 1900 - Paderborn, 18 december 1945) was een Duitse leraar en een nationaalsocialistische gouwleider van de Gau Trier-Koblenz van 1931 tot 1944, hoofd van de civiele administratie van Luxemburg van 1940 tot 1944. In deze hoedanigheid vervulde hij in Luxemburg een functie die vergelijkbaar was met die van Arthur Seyss-Inquart in Nederland.

## Jeugd en vroege carrière
Gustav Simons vader was Adam Simon, een spoorwegbeambte. Zijn moeder was Charlotte Karoline Wöffler. Beiden waren ze afkomstig uit boerenfamilies. Gustav Simon volgde onderwijs aan een Volksschule in Saarbrücken, waarna hij in Merzig studeerde om leraar te worden. Hier deed hij zijn Abitur eerst, en hing zijn leraarschap in 1927 aan de wilgen na nog geen jaar daadwerkelijk voor de klas te hebben gestaan. Hij besloot zich volledig te wijden aan de NSDAP.
Reeds in 1923 was Simon lid geweest van een extreemrechtse groepering, de Völkischen Hochschulgruppe. Op 14 augustus 1925 werd hij lid van de NSDAP en daarmee een zogenaamde Alter Kämpfer. In de periode 1925-1927 zette hij nieuwe NSDAP-afdelingen op in de Hunsrück. Verder werd hij in 1927 gekozen tot voorzitter van de Nationaal-Socialistische Studentenraad van zijn hogeschool.

## Bij de NSDAP
Nu Simon voltijds nazi was ging zijn loopbaan bij de NSDAP met flinke stappen vooruit. In 1928 werd hij districtleider van Trier-Birkenfeld en in 1929 eveneens voor Koblenz-Trier. Op 1 juni 1931 werd hij uiteindelijk benoemd tot Gouwleider van de nieuwe Gouw Koblenz-Trier. Verder zette Simon zich in voor de groei van het nationaalsocialisme in het nog onder Franse administratie staande Saarland. Hij gold echter niet als hoogvlieger binnen de groep van Gouwleiders, als leider van een perifere Gouw waarbij hij bovendien slechts een partijfunctie had en geen officiële overheidsfunctie. Simon is nooit toegetreden tot de SA of de SS.

## Luxemburg
Dit veranderde in 1940, toen Luxemburg bezet werd. Simon kreeg de civiele administratie van het Groothertogdom toebedeeld, aanvankelijk onder supervisie van het militaire bestuur van Von Falkenhausen. Hitler had speciale plannen met Luxemburg, omdat hij de bevolking daar zodanig verwant aan de Duitsers achtte dat hij vond dat Luxemburg een deel van Duitsland moest worden. Daarom werd Luxemburg in augustus 1940 onder civiel bestuur gesteld, met Simon als hoofd van de civiele administratie van Luxemburg. Zijn taak was Luxemburg klaar te stomen voor annexatie door het te germaniseren en te nazificeren.
Simon werkte hiertoe samen met de collaborerende Volksduitse Beweging (VDB) van professor Kratzenberg, maar diens beweging groeide slechts doordat Simon moest dreigen met ontslag voor hen die niet lid werden. Verder verbood hij de Franse taal en het gebruik van Franse uitdrukkingen. Frans klinkende achternamen moesten gewijzigd worden. In augustus 1942 werd de annexatie afgekondigd. Simons Gouw zou uitgebreid worden met Luxemburg en hernoemd tot Rijksgouw Moezelland. Zover is het niet gekomen en Simon bleef Luxemburg apart van zijn eigen Gau besturen als hoofd van de civiele administratie.
Dit, alsmede de afkondiging voor de dienstplicht voor jonge mannen, leidde op 31 augustus 1942 tot een staking in het noordelijke plaatsje Wiltz, die zich uitbreidde tot een nationale staking. Simon reageerde met het uitroepen van de noodtoestand en liet duizenden stakers gevangenzetten en in elkaar slaan. Twintig personen werden direct doodgeschoten, vijfenveertig aan de Gestapo overgedragen en honderdvijfentwintig langdurig vastgehouden. Hun bezittingen werden geconfisqueerd en hun huizen in bezit genomen door Duitse immigranten. Sindsdien werd de bezetting van Luxemburg grimmiger en regeerde Simon met terreur. De Gestapo hield van een groot deel van de bevolking dossiers bij. Zij die zich anti-Duits of antinazi uitlieten, weigerden VDB-lid te worden, of verzet pleegden, werden gedeporteerd. Vaak werd men gedeporteerd naar kampen in het oosten van Duitsland, ver van Luxemburg.
Ook de Luxemburgse Joden moesten het ontgelden. In 1940 woonden er 3.800 Joden in Luxemburg, waarvan een groot deel vluchtelingen uit nazi-Duitsland. Tweeduizend van hen vluchtten bij het begin van de invasie, waarna de 1.800 overblijvers aan een toenemende repressie werden onderworpen. De Neurenberger wetten werden van toepassing verklaard, Joden kregen een avondklok opgelegd, werden ontslagen, en hun bezittingen onteigend. De synagogen werden verwoest. Tussen augustus 1940 en oktober 1941 werden in totaal 619 Joden het land uitgezet. Daar hun eindbestemming, Spanje, hen niet wilde opnemen, werden ze uiteindelijk van hot naar her gesleept. De overgebleven Joden werden, voor zover ze niet onderdoken, gearresteerd en in het oude klooster van Cinqfontaines geconcentreerd. Het ging hier om 683 personen. Van hieruit werden ze in groepjes gedeporteerd: aanvankelijk naar het getto van Łódź, vanaf april 1942 rechtstreeks naar de werk- en vernietigingskampen in Polen. Slechts 43 personen keerden terug.
Tijdens Simons bewind werden 683 Joden gedeporteerd, waarvan 640 om het leven kwamen. Bovendien waren 619 Joden het land uitgezet. Wat met hen is gebeurd is niet duidelijk, maar er is een goede kans dat een deel van het alsnog om het leven is gekomen door de slechte omstandigheden. Daarbij zijn 8.521 Luxemburgers opgeroepen voor militaire dienst, waarvan 3.025 zijn gesneuveld. In totaal 3.955 niet-joodse personen zijn voor actief of passief verzet in gevangenissen en kampen opgesloten, waarvan 791 omkwamen.
De bezetting van Luxemburg kostte uiteindelijk op een bevolking van 300.000 een totaal van 5.703 Luxemburgers het leven.

## Vlucht en arrestatie
Op 1 september 1944 ontvluchtte Simon Luxemburg-stad. Hij kwam bij tijd en wijle nog wel terug maar durfde er niet meer te overnachten. Op 9 september ontvluchtte hij de stad voorgoed. De dag erna werd Luxemburg door de Amerikanen bevrijd.
Tot de Amerikanen in maart 1945 Trier en Koblenz bezetten, regeerde Simon zijn Gouw vanuit Koblenz. Ook de civiele administratie van Luxemburg (althans dat deel dat nog onder Duitse controle stond) werd 'tijdelijk' verplaatst naar Koblenz. Hij verbleef de eerste maanden van 1945 in slot Sayntal met zijn staf. Toen ook deze locatie niet meer veilig was dook hij onder als tuinman in Salzkotten in Westfalen onder het alias Hans Wöffler (achternaam moederskant). De Britten kwamen hem echter op het spoor en arresteerden hem op 10 december 1945. Hij werd naar de gevangenis van Paderborn gebracht.

## Overlijden
Hoe Gustav Simon uiteindelijk aan zijn eind kwam is niet geheel duidelijk. De officiële en meest waarschijnlijke versie is dat hij op 18 december 1945 zelfmoord pleegde door zichzelf op te hangen in zijn cel. Zijn overlijdensverklaring is echter pas in februari van het jaar erna opgesteld. Ook worden vraagtekens gezet bij de feiten rondom zijn dood. Onder andere is onduidelijk hoe hij zich kon verhangen aan een bed van 1,40 m terwijl hij zelf 1,60 m was, terwijl hij onder extra zware bewaking stond wegens het vlucht- en zelfmoordrisico. Hierdoor wordt de officiële versie betwist en doen alternatieve speculaties over zijn dood de ronde.
Er is voor deze alternatieve versies echter geen bewijs gevonden. Een van die speculaties is de volgende: Luxemburg zou hebben verzocht om Simons uitlevering, en de Britten zouden hebben toegezegd. Twee Luxemburgers haalden hem per auto op om hem naar Luxemburg te brengen voor berechting. In het gehucht Waldhof dan wel in de gevangenis van Luxemburg zou Simon hebben geprobeerd te ontsnappen en zou hij bij deze vluchtpoging zijn gedood.
Volgens een andere theorie van Thomas Harding zou Simon uit de gevangenis van Paderborn zijn ontvoerd door een groep van zeven, om in een nabij bos te zijn geëxecuteerd. Dit zouden partizanen zijn geweest die het recht in eigen hand wilden nemen, of juist collaborateurs die wilden voorkomen dat Simon in een rechtszaak belastende informatie over hen op tafel zou kunnen leggen.

## Carrière
Simon bekleedde verschillende rangen in zowel de NSDAP als NSKK. De volgende tabel laat zien dat de bevorderingen niet synchroon liepen.
| Datums          | NSDAP                   | NSKK                   |
| --------------- | ----------------------- | ---------------------- |
| 1928            | Bezirksleiter der NSDAP | —                      |
| 1 juni 1931     | Gauleiter der NSDAP     | —                      |
| 9 november 1935 | —                       | NSKK-Gruppenführer     |
| 30 januari 1939 | —                       | NSKK-Obergruppenführer |

## Lidmaatschapsnummer
- NSDAP-nr.: 17017 (lid geworden 14 augustus 1925[5][1])

## Onderscheidingen
Selectie:
- Gouden Ereteken van de NSDAP[6][4]
- Dienstonderscheiding van de NSDAP in zilver[6][4]
- Kruis voor Oorlogsverdienste, 1e Klasse (2 oktober 1940[4]), (1e Klasse: Zwaarden[4]) en 2e Klasse[4]